# Benjamin e Matthew Royer
Benjamin Cole Royer e Matthew Lewis Royer (Tarzana, 18 setembro de 2003) são gêmeos atores norte-americanos. São mais conhecidos por interpretarem, respectivamente, Bret e Chet Marcus na série do Disney Channel, Best Friends Whenever.

## Filmografia
| Ano           | Título                              | Papel de Benjamin | Papel de Matthew | Notas                              |
| ------------- | ----------------------------------- | ----------------- | ---------------- | ---------------------------------- |
| 2013          | Sam & Cat                           | Myron Miller      | Byron Miller     | 1 episódio                         |
| 2013–14       | Back in the Game                    | Vince Hodges      | Vance Hodges     | 6 episódios                        |
| 2014          | The Neighbors                       | —                 | Travis Huebner   | 1 episódio                         |
| 2014          | 2 Broke Girls                       | Emmett            | —                | 1 episódio                         |
| 2015          | Brooklyn Nine-Nine                  | Bobby             | —                | 1 episódio                         |
| 2014-2016     | 100 Things to Do Before High School | Benji Froman      | Enzo Froman      | 4 episódios                        |
| 2015–presente | Best Friends Whenever               | Bret Marcus       | Chet Marcus      | Co-protagonistas                   |
| 2015          | Teens Wanna Know                    | Ele Mesmo         | Ele Mesmo        | Participação especial; 2 episódios |
| 2015          | Home & Family                       | Ele Mesmo         | Ele Mesmo        | 1 episódio                         |